# Galápagosöarna
Galápagosöarna (spanska: Islas galápagos, "Sköldpaddsöarna"), officiellt Archipiélago de Colón, är en 7 994 km² stor vulkanisk ögrupp och provins i Stilla havet tillhörande Ecuador och särskilt bekant för egenartad växt- och djurvärld, bland annat jättesköldpaddor. 
Ögruppen består av 16 större öar och ett flertal mindre öar med en befolkning på omkring 24 700 invånare, varav 7 290 bor i huvudstaden Puerto Baquerizo Moreno. Den största ön bland Galápagosöarna är Isabela med en yta på 5 824 km², vilket är ungefär fyra gånger så stort som den näst största ön Santa Cruz. Den sistnämnda är dock den mest befolkade i ögruppen och hyser den största staden, Puerto Ayora. Galápagosöarna är kända för sitt stora antal endemiska arter som studerades av Charles Darwin på 1830-talet och inspirerade hans teori om evolution via naturligt urval. Ögruppen hamnade på Unescos världarvslista 1978.
Galápagosöarna upptäcktes 1535 av den spanska biskopen Tomás de Berlanga; Spanska imperiet kontrollerade dock öarna endast i namn och de blev i praktiken en bas för sjörövare och valfångare. De getter och råttor som introducerades under denna period skadade kraftigt de befintliga ekosystemen på flera öar. Charles Darwins besökte Galápagosöarna på HMS Beagle 1835 som en del av en omfattande brittisk undersökning av Sydamerikas kuster. Under sin resa studerade han öarnas växt- och djurliv samt utvecklade sin teori om evolution.
Galápagosöarna hamnade under ecuadoriansk kontroll 1832, varefter de började befolkas. Tidigare hade öarna varit glest bebyggda och hade illa villkor för bosättning, bland annat på grund av en dålig tillgång till sötvatten. Den första flygplatsen på Galápagosöarna byggdes av USA på 1930-talet som en bas för att skydda Panamakanalen. Efter andra världskriget överfördes alla amerikanska anläggningar till Ecuador.
Öarna blev nationalpark 1959, vilket innebar att 96% av öarnas landyta skyddades. Då fanns tre bosättningar där med sammanlagt omkring 1 500 invånare, men antalet bosatta på Galápagosöarna började växa efter 1960-talet då flygtrafiken dit började; på 1980-talet hade antalet invånare ökat till mer än 15 000. 1986 blev det omgivande havet ett marint naturreservat. Unesco hade redan 1978 tagit med Galápagosöarnas landområde på sin världsarvslista och 2001 inkluderades även det marina reservatet. Befolkningen är fortfarande koncentrerad till de fyra öar som har sötvattenskällor, medan flera öar i stort sett är orörda av människan. Fiske och plantageodling av exempelvis bananer och kaffebönor samt boskapsskötsel, saltutvinning och ekoturism är de främsta näringarna på Galápagosöarna.

## Historia

### Förcolumbiansk tid
Det är omtvistat om polynesier eller den Sydamerikanska urbefolkningen någonsin tog sig till Galápagosöarna. Andra stillahavsöar i samma allmänna område såsom Clippertonön, Desventuradasöarna och Revillagigedoöarna var alla obebodda när de upptäcktes av européer, utan några bevis som tyder på någon förhistorisk aktivitet. Den östligaste ön i Stilla havet som upptäcktes med en mänsklig befolkning var Påskön, vars folk var polynesiska snarare än sydamerikanska. Thor Heyerdahl fann på 1950-talet krukskärvor av sydamerikanskt ursprung som visade att folk tidigare varit där. Denna teori är fortfarande kontroversiell.

### Europeisk upptäckt
Galápagosöarna upptäcktes med säkerhet av Fray Tomás de Berlanga 1535. 
Ecuador annekterade området den 12 februari 1832.
I september 1835 kom Charles Darwin till Galápagosöarna och stannade ungefär fem veckor, då han studerade geologi och biologi på fyra av öarna. Han skrev sedan boken Om arternas uppkomst, till stor del inspirerad av materialet han samlade på öarna.
En svensk som gjort avtryck på Galapagosöarna var Lars-Eric Lindblad (1927-1994) som 1967 arrangerade den första resan för turister till Galapagosöarna.

## Endemer
Eftersom Galápagosöarna ligger så isolerat finns där många djurarter som bara lever på just dessa öar. Djur som bara finns på en plats kallas för endemer. De ryggradsdjur som främst finns på Galápagos är kräldjur och fåglar. Några djurarter som bara finns på Galápagosöarna är:
- havsleguanen, Amblyrhynchus cristatus, som man uppskattar att det finns uppemot 400 000 av, vilka lever på samtliga öar
- Galapagos landleguan som har specialiserat sig på att äta de gula kaktusbollarna och har sin utbredning på Santa Cruz, Baltra, Seymour, Isabela och Fernandina
- galapagossköldpaddor, elva arter av släktet Chelonoidis , som man uppskattar att det sammanlagt finns 18 000 individer av på Española, San Cristóbal, Santa Cruz, Pinzon, Isabela och Santiago (C. abingdonii från Pinta är utdöd, liksom C. niger från Floreana)
- galapagospingvin (Spheniscus mendiculus), under tusen par som häckar på Isabela, Fernandina, Floreana och Santiago
- galapagosskarv, Phalacrocorax harrisi
- galapagoshäger, Butorides sundevalli
- galapagosvråk, Buteo galapagoensis, öarnas enda rovfågel
- tretton olika tangaror kända som "darwinfinkar"
- fyra arter härmtrastar av släktet Mimus som var de första arter som Darwin noterade att de varierade från ö till ö[9]
- galapagossjölejon, Zalophus wollebaeki, som uppskattas till cirka 50 000 individer som återfinns på samtliga öar
- lavaödlan som är Galápagos representant inom släktet Microlophus och som det finns ett stort antal av på alla öarna förutom Genovesa,

Många av de djur som inte är endemiska arter på Galápagosöarna är istället endemiska underarter, så som exempelvis den underart av brun pelikan, Pelecanus occidentalis urinator, som häckar på öarna och blåfotad sula, Sula nebouxii excisa som det häckar ungefär 20 000 av på alla öarna förutom Pinzon och Santa Cruz.
Under andra hälften av 1900-talet började bosättarnas getter att föröka sig i allt större utsträckning och påverka det inhemska beståndet av växter och djur. Därför beslutades det att dessa skulle tas bort, och år 2007 hade ca 10 000 getter skjutits.

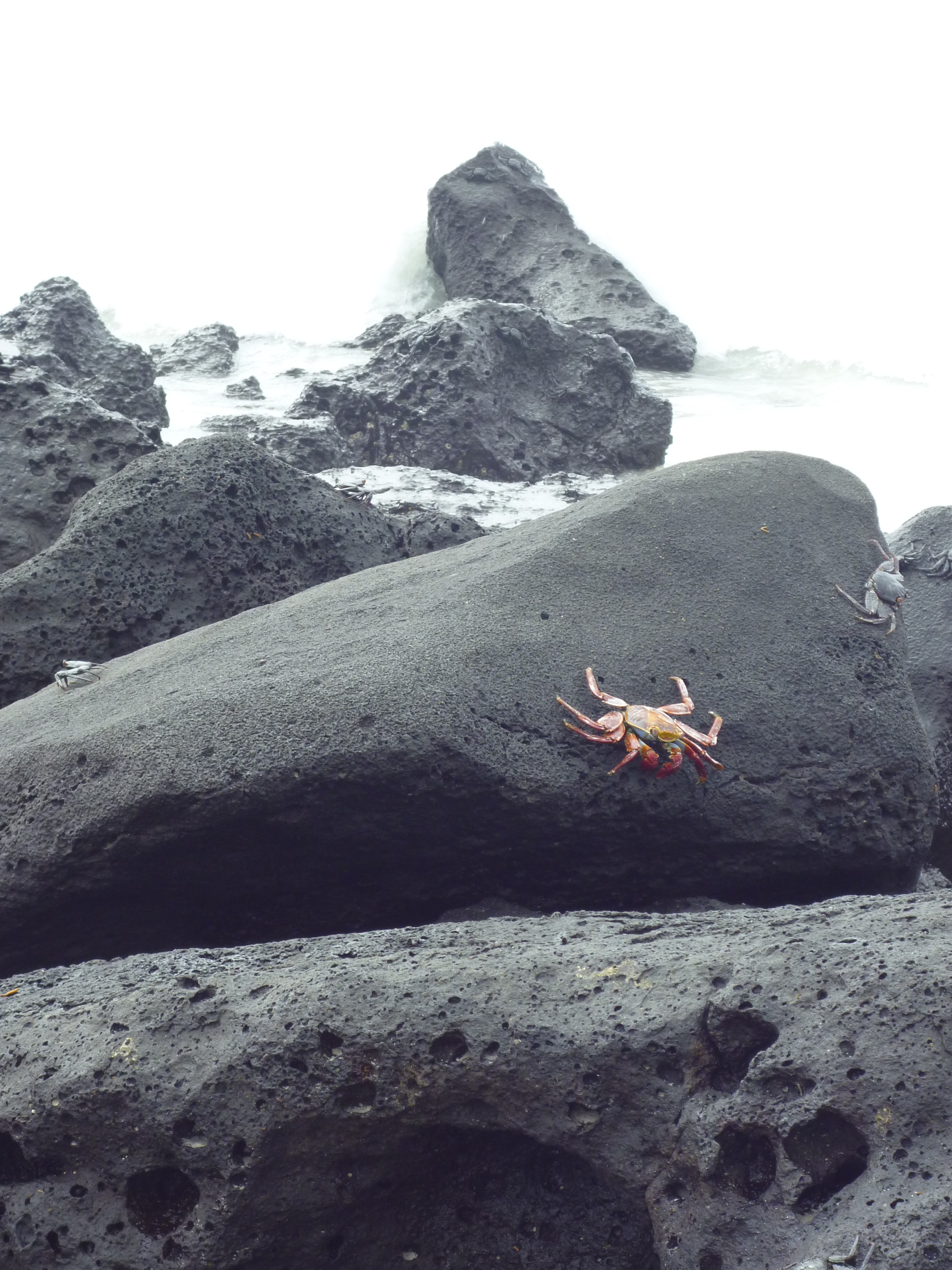
Grapsus grapsus, Bahía Tortuga
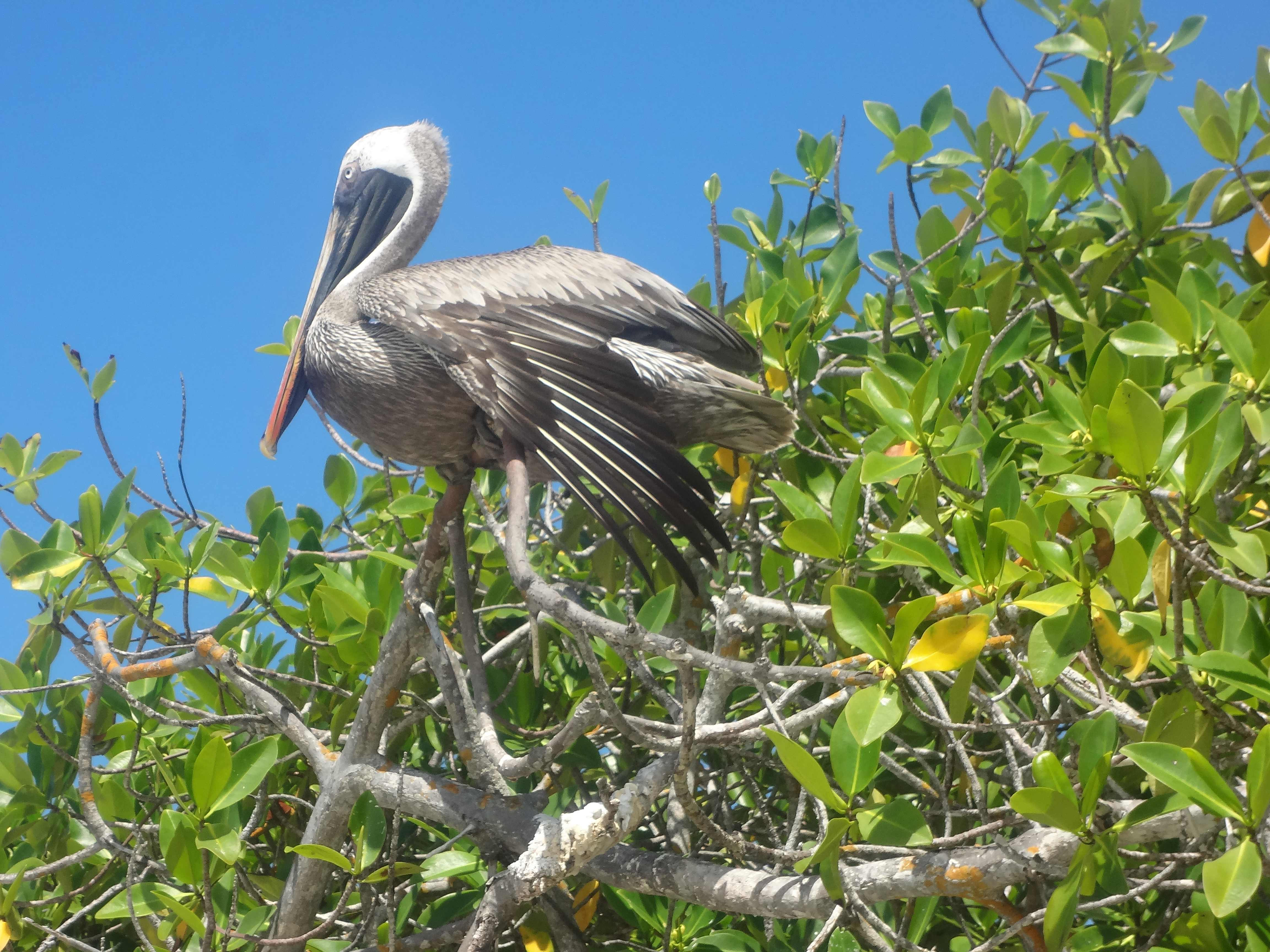
Brun pelikan, Bahía Tortuga
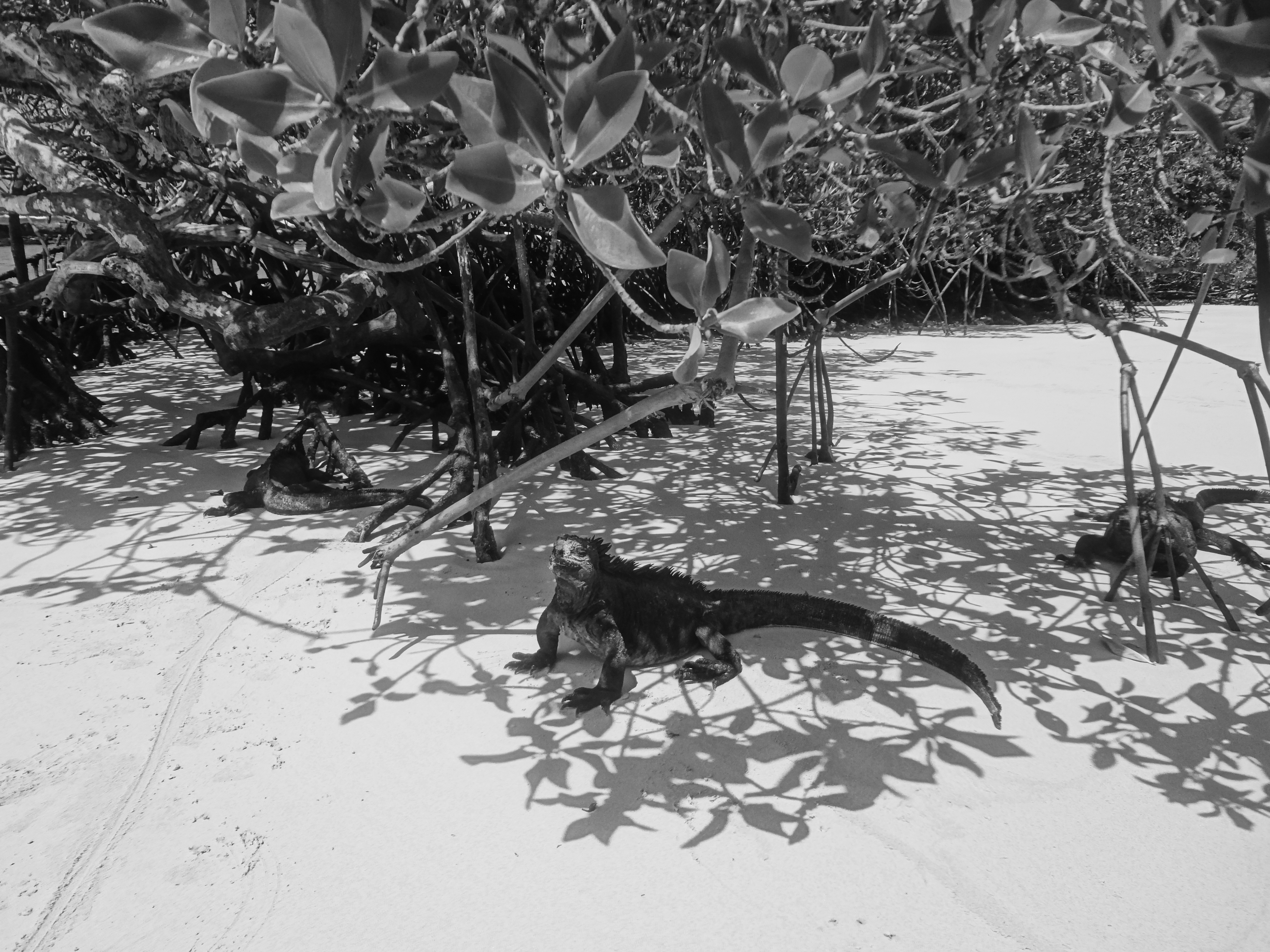
Amblyrhynchus cristatus, Bahía Tortuga